# Madison Brengle
Madison Brengle (Dover, 3 aprile 1990) è una tennista statunitense.

## Biografia

### Carriera sportiva

#### 2004-2005
A soli 14 anni inizia il suo percorso sportivo nel circuito ITF tentando la qualificazione al torneo di Allentown, ma perde al primo turno; diversamente si ferma al secondo turno al torneo ITF di Baltimora. Partecipa per la prima volta ad un torneo ITF nel 2005 a Saint Paul, perdendo subito al primo turno contro Alexandra Mueller; al torneo di El Paso si migliora raggiungendo il secondo turno in singolare ed esordendo nel doppio con Liina Suurvarik. A metà luglio raggiunge la prima finale in un torneo ITF a Baltimora e vince il primo titolo in singolare contro Beau Jones; nel doppio invece si ferma ai quarti di finale. Il mese successivo tenta la qualificazione agli US Open ma perde subito al primo turno.

#### 2006-2007
A metà giugno 2006 raggiunge la seconda finale in singolare al torneo ITF di Hilton Head ma perde contro Julie Ditty. Nuovamente partecipa alle qualificazioni degli US Open ma si arrende al secondo turno. 
Ad inizio 2007 riceve una wild card per il tabellone principale degli Australian Open, ma viene subito eliminata dalla svizzera Patty Schnyder. In seguito perde in finale al torneo ITF di Clearwater contro Stanislava Hrozenksa e il medesimo risultato ottiene al torneo ITF di Hammond. Tenta la qualificazione al Roland Garros, perdendo al secondo turno di qualificazione, mentre al torneo di Birmingham perde subito nelle qualificazioni. Dopo aver raggiunto la finale del torneo juniores di Wimbledon, dove viene sconfitta da Urszula Radwańska con il punteggio di 6-2, 3-6, 0-6, coglie la prima vittoria a livello senior a Los Angeles battendo al primo turno Flavia Pennetta per 6-1, 6-3, riceve poi una wild card per il tabellone principale degli US Open, ma anche qui viene subito eliminata per mano della connazionale Bethanie Mattek-Sands. Nel doppio in coppia con Ashley Weinhold perde subito al primo turno. A fine ottobre vince il primo titolo ITF nel doppio ad Augusta in coppia con Kristy Frilling.

#### 2008
Ad inizio anno perde subito al primo turno agli Australian Open, in seguito raggiunge la semifinale nel torneo ITF di Las Vegas. Al torneo WTA di Indian Wells perde subito al primo turno e poi vince il secondo titolo ITF nel doppio a Indian Harbour Beach con Kristy Frilling. Al Roland Garros perde subito contro Bethanie Mattek-Sands e poi perde all'ultimo turno di qualificazione per il torneo di Barcellona. Ad inizio agosto si ferma in semifinale al torneo ITF di Vancouver e poco dopo raggiunge la semifinale nel doppio al torneo WTA di Cincinnati. Agli US Open perde nel secondo turno di qualificazione e in chiusura d'anno raggiunge la semifinale nel doppio al torneo ITF di Troy e la semifinale in singolare a San Diego.

#### 2009
L'anno inizia con la mancata qualificazione agli Australian Open e poco dopo raggiunge un'altra semifinale in singolare al torneo ITF di Laguna Nigel. Dopo la sconfitta nelle qualificazioni al torneo di Monterrey e Marbella, al torneo di Charleston perde al primo turno contro Anastasia Rodionova. Fallisce la qualificazione anche a Estoril, Strasburgo e al Roland Garros. A Wimbledon perde al terzo turno di qualificazione, ma poi raggiunge la semifinale nel torneo ITF di Boston. Dopo la mancata qualificazione al torneo di Stanford, al torneo ITF di Vancouver perde in finale nel doppio con Lilia Osterloh. Fallita la partecipazione agli US Open, torna alla vittoria in un main draw di un torneo del WTA Tour al Bell Challenge 2009 di Québec. In chiusura d'anno raggiunge la semifinale al torneo ITF di Troy.

#### 2010
L'anno inizia con la mancata qualificazione al torneo di Brisbane e agli Australian Open. Al torneo WTA di Memphis perde al primo turno ma, dopo un passaggio a vuoto ad Acapulco, al torneo ITF di Osprey raggiunge la finale nel doppio con Asia Muhammed. Al Roland Garros perde nel secondo turno di qualificazione e dopo un passo falso anche a Birmingham, raggiunge il medesimo risultato anche a Wimbledon. A fine giugno al torneo ITF di Boston perde in finale contro Jamie Hampton. Non passa le qualificazioni a Stanford, San Diego e Cincinnati; agli US Open perde nel primo turno di qualificazione contro Claire de Gubernatis. Dopo la mancata partecipazione al torneo di Quebec City raggiunge la semifinale nel torneo ITF di Saguenay. In chiusura d'anno vince il titolo ITF nel doppio al torneo di Troy e al torneo di Grapevine arriva in semifinale in singolare e nel doppio.

#### 2011
L'anno inizia con gli Australian Open, dove perde al primo turno di qualificazione; al successivo torneo di Rancho Santa Fe arriva in finale nel singolare. Al torneo di Hammond vince il titolo in singolare, mentre in doppio perde in semifinale. Al Roland Garros non accede al tabellone principale avendo perso subito nelle qualificazioni, e così avviene anche a Wimbledon. Al Citi Open raggiunge il secondo turno in singolare e il primo nel doppio. Sia a Cincinnati che agli US Open perde al primo turno di qualificazione; mentre a Quebec City perde il primo turno in doppio. Alla fine dell'anno raggiunge la finale in doppio a Rock Hill e al torneo di Grapevine arriva in semifinale in singolare.

#### 2012
Anche a quest'anno non si qualifica per lo slam australiano ma subito dopo arriva in semifinale in doppio al torneo di Plantation con Hsu Chieh-Yu. Questo risultato lo ottiene anche al torneo ITF di Rancho Santa Fe. A metà marzo stravince al torneo ITF di Fort Walton Beach dove si aggiudica il titolo in doppio e in singolare. Al Roland Garros perde al secondo turno di qualificazione, ma poco dopo arriva in semifinale al torneo ITF di Nottingham nel doppio. A Wimbledon perde subito nelle qualificazioni e così replica agli US Open. In chiusura d'anno ottiene come migliore risultato i quarti di finale in singolare al torneo ITF di Barnstaple.

#### 2013
L'anno inizia con la mancata qualificazione agli Australian Open. A febbraio ottiene il quarto titolo ITF in singolare al torneo di Rancho Santa Fe e a fine aprile arriva in semifinale al torneo di Charlottesville. Al Roland Garros perde al primo turno di qualificazione e così avviene anche a Wimbledon. Ad inizio luglio perde la finale nel torneo ITF di Sacramento contro Mayo Hibi mentre a fine mese arriva in semifinale in doppio al torneo ITF di Lexington. A Landisville vince il torneo in singolare, mentre si ferma in semifinale nel doppio. Agli US Open perde all'ultimo turno di qualificazione, ma poi a metà ottobre arriva in semifinale al torneo ITF di Macon. In chiusura d'anno al torneo ITF di Florence, vince il titolo in doppio, mentre perde in finale in singolare.

#### 2014
L'anno inizia con il primo turno al torneo di Hobart e l'ennesima mancata qualificazione agli Australian Open. Dopo vari tentativi di qualificazione ad Acapulco, Indian Wells, Charleston e Stoccarda. Al Roland Garros perde nel primo turno di qualificazione contro Paula Kania. A Wimbledon perde all'ultimo turno di qualificazione contro Tereza Smitkova, ma poco dopo raggiunge la semifinale al torneo ITF di Sacramento. Ritorna a vincere al torneo ITF di Lexington in singolare contro Nicole Gibbs e la settimana dopo giunge in semifinale al torneo ITF di Vancouver. A fine agosto si qualifica agli US Open e perde al secondo turno contro Sabine Lisicki; medesimo risultato arriva anche al torneo di Quebec City. In chiusura d'anno vince il settimo titolo ITF in singolare al torneo di Las Vegas e il titolo ITF in doppio a Macon.

#### 2015
Ad inizio anno, ottiene la prima finale WTA della carriera ad Hobart, dove viene battuta da Heather Watson per 3-6, 4-6; agli Australian Open si ferma al quarto turno contro Madison Keys. Dopo alcuni secondi turni a Rio, Indian Wells e Miami, giunge in finale nel torneo ITF di Osprey, dove perde contro Alexa Glatch. Dopo un quarto turno a Charleston, arriva in semifinale al torneo WTA di Stoccarda e subito dopo nel doppio a Praga con Janette Husarova. Al Roland Garros perde al primo turno in singolare, mentre in doppio arriva al secondo turno. A Wimbledon ottiene come miglior risultato il secondo turno nel doppio misto con Nicholas Monroe e agli US Open raggiunge il terzo turno in singolare. Alla fine dell'anno raggiunge i quarti a Linz.

#### 2016
L'anno inizia con il terzo turno ottenuto agli Australian Open, in seguito giunge nei quarti a Dubai e ad inizio aprile vince il titolo ITF in singolare a Osprey. Al Roland Garros si spinge fino al terzo turno in doppio con Tatjana Maria e la settimana dopo approda in semifinale in singolare al torneo di 's-Hertogenbosch. A Wimbledon non va oltre il secondo turno in doppio e agli US Open si ferma al primo turno in entrambi i tabelloni. In chiusura d'anno arriva in semifinale in doppio al torneo di Lussemburgo.

#### 2017
Quest'anno inizia con i quarti di finale ad Auckland, ma poi nello slam australiano non passa il primo turno. Ritorna a vincere al torneo ITF di Charlottesville, dove si aggiudica il titolo nel singolare, mentre in doppio arriva in finale. La settimana dopo vince il decimo titolo ITF in singolare nel torneo di Charleston. All'Open di Francia si ferma al secondo turno in entrambi i tabelloni, mentre a Wimbledon approda al terzo turno in singolare. Agli US Open perde al primo turno e alla fine dell'anno non va oltre il secondo turno di Lussemburgo.

#### 2018
L'anno inizia molto bene con la semifinale in doppio al torneo di Auckland con Nicole Melichar; nello slam australiano perde subito in singolare, mentre arriva al secondo turno in doppio. Ad inizio febbraio conquista il titolo ITF in singolare a Midland. Ritorna a fare bene al torneo ITF di Indian Harbour Beach, dove arriva in semifinale. Ad inizio maggio perde la finale al torneo ITF di Charleston contro Taylor Townsend. Dopo un primo turno al Roland Garros, a Wimbledon approda al secondo turno e poi vince il titolo ITF in singolare al torneo di Landisville. Agli US Open perde nel primo turno e poi approda in semifinale al torneo ITF di Templeton. L'anno si chiude con la vittoria in singolare al torneo ITF di Stockton.

#### 2019
L'anno inizia con un secondo turno nello slam di Melbourne; in seguito raggiunge nel torneo ITF di Midland e arriva al secondo turno a Indian Wells. A fine aprile raggiunge la finale al torneo ITF di Charlottesville in singolare e la settimana dopo in doppio perde la finale al torneo di Charleston con Lauren Davis. Al torneo ITF di Bonita Springs arriva in semifinale nel doppio e al Roland Garros perde al primo turno contro Karolina Pliskova.

## Statistiche WTA

### Singolare

#### Sconfitte (1)
| Legenda               | Legenda      |
| --------------------- | ------------ |
| Grande Slam (0)       |              |
| Argenti Olimpici (0)  |              |
| WTA Finals (0)        |              |
| WTA Elite Trophy (0)  |              |
| Dal 2009 al 2020      | Dal 2021     |
| Premier Mandatory (0) | WTA 1000 (0) |
| Premier 5 (0)         | WTA 1000 (0) |
| Premier (0)           | WTA 500 (0)  |
| International (1)     | WTA 250 (0)  |

| N. | Data            | Torneo                       | Superficie | Avversaria in finale | Punteggio |
| 1. | 17 gennaio 2015 | Hobart International, Hobart | Cemento    | Heather Watson       | 3-6, 4-6  |

## Circuito WTA 125

### Singolare

#### Vittorie (2)
| N. | Data            | Torneo                                  | Superficie  | Avversaria in finale | Punteggio     |
| 1. | 2 febbraio 2020 | Newport Beach Challenger, Newport Beach | Cemento     | Stefanie Vögele      | 6-1, 3-6, 6-2 |
| 2. | 7 novembre 2021 | Midland Tennis Classic, Midland         | Cemento (i) | Robin Anderson       | 6-2, 6-4      |

### Doppio

#### Vittorie (1)
| N. | Data           | Torneo             | Superficie | Compagna   | Avversarie in finale                  | Punteggio |
| 1. | 19 giugno 2022 | Veneto Open, Gaiba | Erba       | Claire Liu | Vitalija D'jačenko Oksana Kalašnikova | 6-4, 6-3  |

## Statistiche ITF

### Singolare

#### Vittorie (18)
| Torneo $100 000 (1) |
| Torneo $80 000 (1)  |
| Torneo $75 000 (0)  |
| Torneo $60 000 (8)  |
| Torneo $50 000 (3)  |
| Torneo $40 000 (0)  |
| Torneo $25 000 (4)  |
| Torneo $15 000 (0)  |
| Torneo $10 000 (1)  |

| N.  | Data              | Torneo                                                   | Superficie  | Avversaria in finale      | Punteggio        |
| 1.  | 17 luglio 2005    | ITF Women's Circuit Baltimore, Baltimora                 | Cemento     | Beau Jones                | 6-4, 6-1         |
| 2.  | 6 marzo 2011      | Tangipahoa Tourism $25,000 Women'S Pro Classic, Hammond  | Cemento     | Stephanie Foretz Gacon    | 6-3, 6-3         |
| 3.  | 11 marzo 2012     | TDC'S Women's Challenger, Fort Walton Beach              | Cemento     | Tereza Mrdeža             | 6-4, 3-6, 6-3    |
| 4.  | 17 febbraio 2013  | Del Mar Financial Partners Inc. Open, Rancho Santa Fe    | Cemento     | Nicole Gibbs              | 6-1, 6-4         |
| 5.  | 11 agosto 2013    | Koser Jewelers Pro Circuit Tennis Challenge, Landisville | Cemento     | Olivia Rogowska           | 6-2, 6-0         |
| 6.  | 27 luglio 2014    | Kentucky Bank Tennis Championships, Lexington            | Cemento     | Nicole Gibbs              | 6-3, 6-4         |
| 7.  | 28 settembre 2014 | Red Rock Pro Open, Las Vegas                             | Cemento     | Michelle Larcher de Brito | 6-1, 6-4         |
| 8.  | 3 aprile 2016     | Wilde Lexus Women's USTA Pro Circuit Event, Osprey       | Terra rossa | Lara Arruabarrena         | 4-6, 6-4, 6-3    |
| 9.  | 30 aprile 2017    | Boyd Tinsley Women's Clay Court Classic, Charlottesville | Terra verde | Caroline Dolehide         | 6-4, 6-3         |
| 10. | 7 maggio 2017     | LTP Charleston Pro Tennis, Charleston                    | Terra verde | Danielle Collins          | 4–6, 6–2, 6–3    |
| 11. | 4 febbraio 2018   | Dow Tennis Classic, Midland                              | Cemento (i) | Jamie Loeb                | 6-1, 6-2         |
| 12. | 12 agosto 2018    | Koser Jewelers Pro Circuit Tennis Challenge, Landisville | Cemento     | Kristie Ahn               | 6-4, 1-0 rit.    |
| 13. | 7 ottobre 2018    | Stockton Challenger, Stockton                            | Cemento     | Danielle Lao              | 7-5, 7-6(10)     |
| 14. | 21 luglio 2019    | Berkeley Tennis Club Challenge, Berkeley                 | Cemento     | Mayo Hibi                 | 7-5, 6-4         |
| 15. | 11 agosto 2019    | Koser Jewelers Pro Circuit Tennis Challenge, Landisville | Cemento     | Zhu Lin                   | 6-4, 7-5         |
| 16. | 24 ottobre 2021   | Mercer Tennis Classic, Macon                             | Cemento     | Zarina Dijas              | 6-4, 4-6, 6-4    |
| 17. | 25 settembre 2022 | Berkeley Tennis Club Challenge, Berkeley                 | Cemento     | Yuan Yue                  | 6(3)-7, 6-3, 6-2 |
| 18. | 2 ottobre 2022    | Central Coast Pro Tennis Open, Templeton                 | Cemento     | Robin Montgomery          | 4-6, 6-4, 6-2    |

#### Sconfitte (12)
| Torneo $100 000 (2) |
| Torneo $80 000 (2)  |
| Torneo $75 000 (0)  |
| Torneo $60 000 (0)  |
| Torneo $50 000 (3)  |
| Torneo $40 000 (0)  |
| Torneo $25 000 (4)  |
| Torneo $15 000 (0)  |
| Torneo $10 000 (1)  |

| N.  | Data             | Torneo                                                      | Superficie  | Avversaria in finale      | Punteggio        |
| 1.  | 11 giugno 2006   | Head Tail Activewear Women's, Hilton Head                   | Cemento     | Julie Ditty               | 3-6, 2-6         |
| 2.  | 25 febbraio 2007 | Sheriff Jim Coats Clearwater Women's Open, Clearwater       | Cemento     | Stanislava Hrozenská      | 4-6, 3-6         |
| 3.  | 1º aprile 2007   | Tangipahoa Tourism $25,000 Women'S Pro Classic, Hammond     | Cemento     | Yuan Meng                 | 2-6, 2-6         |
| 4.  | 27 giugno 2010   | Sportsmen's Tennis Club USTA Pro Circuit Challenger, Boston | Cemento     | Jamie Hampton             | 2-6, 1-6         |
| 5.  | 6 febbraio 2011  | Del Mar Financial Partners Inc. Open, Rancho Santa Fe       | Cemento     | Michelle Larcher de Brito | 6-3, 4-6, 1-6    |
| 6.  | 7 luglio 2013    | FSP Gold River Women's Challenger, Sacramento               | Cemento     | Mayo Hibi                 | 5-7, 0-6         |
| 7.  | 27 ottobre 2013  | Florence Open, Florence                                     | Cemento     | Anna Tatišvili            | 2-6, 6-4, 4-6    |
| 8.  | 5 aprile 2015    | Wilde Lexus Women's USTA Pro Circuit Event, Osprey          | Terra rossa | Alexa Glatch              | 2-6, 7–6(6), 3-6 |
| 9.  | 6 maggio 2018    | LTP Charleston Pro Tennis, Charleston                       | Terra verde | Taylor Townsend           | 0-6, 4-6         |
| 10. | 28 aprile 2019   | Boar's Head Resort Women's Open, Charlottesville            | Terra verde | Whitney Osuigwe           | 4-6, 6-1, 3-6    |
| 11. | 9 maggio 2021    | LTP Charleston Pro Tennis, Charleston                       | Terra verde | Claire Liu                | 2-6, 6(6)-7      |
| 12. | 13 agosto 2023   | Koser Jeweler Tennis Challenge, Landisville                 | Cemento     | Wang Xinyu                | 2-6, 3-6         |

### Doppio

#### Vittorie (7)
| Torneo $100 000 (0) |
| Torneo $80 000 (0)  |
| Torneo $75 000 (0)  |
| Torneo $60 000 (1)  |
| Torneo $50 000 (3)  |
| Torneo $40 000 (0)  |
| Torneo $25 000 (3)  |
| Torneo $15 000 (0)  |
| Torneo $10 000 (0)  |

| N. | Data            | Torneo                                                        | Superficie  | Partner          | Rivali in finale                  | Risultato        |
| 1. | 28 ottobre 2007 | ITF Women's Circuit Augusta, Augusta                          | Cemento     | Kristy Frilling  | Angelina Gabueva Alisa Klejbanova | 6-3, 6-3         |
| 2. | 11 maggio 2008  | Mima Foundation USTA Pro Tennis Classic, Indian Harbour Beach | Terra verde | Kristy Frilling  | Raquel Kops-Jones Abigail Spears  | 2-6, 6-4, [10-7] |
| 3. | 17 ottobre 2010 | USTA Tennis Classic of Troy, Troy                             | Cemento     | Asia Muhammad    | Alina Židkova Laura Siegemund     | 6-2, 6-4         |
| 4. | 11 marzo 2012   | TDC'S Women's Challenger, Fort Walton Beach                   | Cemento     | Paula Kania      | Elena Bovina Alizé Lim            | 6-3, 6-4         |
| 5. | 27 ottobre 2013 | Florence Open, Florence                                       | Cemento     | Anamika Bhargava | Kristi Boxx Abigail Guthrie       | 7-5, 7-5         |
| 6. | 26 ottobre 2014 | USTA Tennis Classic of Macon, Macon                           | Cemento     | Alexa Glatch     | Anna Tatišvili Ashley Weinhold    | 6-0, 7-5         |
| 7. | 20 luglio 2019  | Berkeley Tennis Club Challenge, Berkeley                      | Cemento     | Sachia Vickery   | Francesca Di Lorenzo Katie Swan   | 6-3, 7-5         |

#### Sconfitte (6)
| Torneo $100 000 (1) |
| Torneo $80 000 (0)  |
| Torneo $75 000 (1)  |
| Torneo $60 000 (2)  |
| Torneo $50 000 (0)  |
| Torneo $40 000 (0)  |
| Torneo $25 000 (2)  |
| Torneo $15 000 (0)  |
| Torneo $10 000 (0)  |

| N. | Data            | Torneo                                                   | Superficie  | Partner          | Rivali in finale                  | Risultato        |
| 1. | 9 agosto 2009   | Vancouver Open, Vancouver                                | Cemento     | Lilia Osterloh   | Ahsha Rolle Riza Zalameda         | 4-6, 3-6         |
| 2. | 18 aprile 2010  | Oaks Club $25,000 USTA Challenger, Osprey                | Terra verde | Asia Muhammad    | María Irigoyen Florencia Molinero | 1-6, 6(3)-7      |
| 3. | 23 ottobre 2011 | Rock Hill Rocks Open, Rock Hill                          | Cemento     | Gabriela Paz     | Maria Abramović Roxane Vaisemberg | 6-3, 3-6, [5-10] |
| 4. | 30 aprile 2017  | Boyd Tinsley Women's Clay Court Classic, Charlottesville | Terra verde | Danielle Collins | Jovana Jakšić Catalina Pella      | 4-6, 6(5)-7      |
| 5. | 5 maggio 2019   | LTP Charleston Pro Tennis, Charleston                    | Terra verde | Lauren Davis     | Asia Muhammad Taylor Townsend     | 2-6, 2-6         |
| 6. | 22 ottobre 2022 | Mercer Tennis Classic, Macon                             | Cemento     | Maria Mateas     | Anna Rogers Christina Rosca       | 4-6, 4-6         |

## Grand Slam Junior

### Singolare

#### Sconfitte (2)
| Tornei del Grande Slam  |
| ----------------------- |
| Australian Open (1)     |
| Open di Francia (0)     |
| Torneo di Wimbledon (1) |
| US Open (0)             |

| N. | Data            | Torneo                      | Superficie | Avversario in finale     | Punteggio      |
| 1. | 27 gennaio 2007 | Australian Open, Melbourne  | Cemento    | Anastasija Pavljučenkova | 6(6)-7, 6(3)-7 |
| 2. | 14 luglio 2007  | Torneo di Wimbledon, Londra | Erba       | Urszula Radwańska        | 6-2, 3-6, 0-6  |

## Risultati in progressione
| Sigla | Risultato               |
| ----- | ----------------------- |
| V     | Vincitore               |
| F     | Finalista               |
| SF    | Semifinalista           |
| O     | Oro olimpico            |
| A     | Argento olimpico        |
| SF    | Bronzo olimpico         |
| QF    | Quarti di Finale        |
| 4T    | Quarto turno            |
| 3T    | Terzo turno             |
| 2T    | Secondo turno           |
| 1T    | Primo turno             |
| RR    | Round Robin             |
| LQ    | Turno di qualificazione |
| A     | Assente                 |
| ND    | Non disputato           |

| Legenda superfici    |
| -------------------- |
| Cemento              |
| Terra battuta        |
| Erba                 |
| Superficie variabile |

### Singolare
| Tornei del Grande Slam |     |     |     |     |     |     |     |     |     |     |     |     |     |     |     |       |
| Australian Open        | A   | A   | 1T  | 1T  | Q2  | Q1  | Q1  | Q2  | Q1  | Q3  | 4T  | 3T  | 1T  | 1T  | 2T  | 6–7   |
| Open di Francia        | A   | A   | Q2  | 1T  | Q1  | Q2  | Q1  | Q2  | Q1  | Q1  | 1T  | 1T  | 2T  | 1T  |     | 1–5   |
| Wimbledon              | A   | A   | A   | A   | Q3  | Q2  | Q1  | Q1  | Q1  | Q3  | 1T  | 1T  | 3T  | 2T  |     | 3–4   |
| US Open                | Q1  | Q2  | 1T  | Q2  | Q1  | Q1  | Q1  | Q1  | Q3  | 2T  | 3T  | 1T  | 1T  | 1T  |     | 3–6   |
| Totale                 | 0–0 | 0–0 | 0–2 | 0–2 | 0–0 | 0–0 | 0–0 | 0–0 | 0–0 | 1–1 | 5–4 | 2–4 | 3–4 | 1–4 | 1–1 | 13–22 |

### Doppio
| Tornei del Grande Slam |     |     |     |     |     |     |     |     |     |     |     |     |     |     |     |      |
| Australian Open        | A   | A   | A   | A   | A   | A   | A   | A   | A   | A   | A   | 1T  | 1T  | 2T  | A   | 1–3  |
| Open di Francia        | A   | A   | A   | A   | A   | A   | A   | A   | A   | A   | 2T  | 3T  | 2T  | A   |     | 4–3  |
| Wimbledon              | A   | A   | A   | A   | A   | A   | A   | A   | A   | A   | 1T  | 2T  | Q1  | A   |     | 1–2  |
| US Open                | A   | A   | 1T  | A   | A   | A   | A   | A   | A   | A   | 1T  | 1T  | 1T  | A   |     | 0–4  |
| Totale                 | 0–0 | 0–0 | 0–1 | 0–0 | 0–0 | 0–0 | 0–0 | 0–0 | 0–0 | 0–0 | 1–3 | 3–4 | 1–3 | 1–1 | 0–0 | 6–12 |

### Doppio misto
| Tornei del Grande Slam |     |     |     |     |     |     |
| Australian Open        | A   | A   | A   | A   | A   | 0–0 |
| Open di Francia        | A   | A   | A   | A   |     | 0–0 |
| Wimbledon              | 2T  | 1T  | A   | A   |     | 1–2 |
| US Open                | A   | A   | A   | A   |     | 0–0 |
| Totale                 | 1–1 | 0–1 | 0–0 | 0–0 | 0–0 | 1–2 |

## Vittorie contro giocatrici Top 10
| Stagione | 2015 | 2016 | 2017 | 2018 | 2019 | 2020 | 2021 | 2022 | Totale |
| Vittorie | 1    | 3    | 5    | 0    | 0    | 0    | 0    | 1    | 10     |

| #    | Giocatrice        | Ranking | Evento                            | Superficie      | Turno | Punteggio        | Rank. MBR |
| ---- | ----------------- | ------- | --------------------------------- | --------------- | ----- | ---------------- | --------- |
| 2015 |                   |         |                                   |                 |       |                  |           |
| 1.   | Petra Kvitová     | 4       | Stuttgart Open, Stoccarda         | Terra rossa (i) | 2T    | 6-3, 7-6(2)      | 43        |
| 2016 |                   |         |                                   |                 |       |                  |           |
| 2.   | Petra Kvitová (2) | 8       | Dubai Tennis Championships, Dubai | Cemento         | 2T    | 0-6, 7-6(1), 6-3 | 60        |
| 2017 |                   |         |                                   |                 |       |                  |           |
| 3.   | Serena Williams   | 2       | ASB Classic, Auckland             | Cemento         | 2T    | 6-4, 6(3)-7, 6-4 | 72        |
| 2021 |                   |         |                                   |                 |       |                  |           |
| 4.   | Sofia Kenin       | 6       | Torneo di Wimbledon, Londra       | Erba            | 2T    | 6-2, 6-4         | 82        |